# Marchi e Fabri
Marchi e Fabbri is een historisch Italiaans merk dat in 1955 de bromfietsen Cigno en Topolino produceerde. Ze werden via een rol aangedreven door de Garelli Mosquito-motor.